# Cristóvão Avelino Dias
Cristóvão Avelino Dias foi um administrador colonial português que exerceu o cargo de Governador e de Capitão-General na Capitania-Geral do Reino de Angola entre 1823 e 1824, tendo sido antecedido por um período de governo exercido por uma Junta Governativa entre 1822 e 1823 e sucedido por Nicolau de Abreu Castelo Branco.